# Ferenc Münnich
Pour les articles homonymes, voir Munnich.
Dans le nom hongrois Münnich Ferenc, le nom de famille précède le prénom, mais cet article utilise l’ordre habituel en français Ferenc Münnich, où le prénom précède le nom.
Ferenc Münnich ([ˈfɛɾɛnts], [ˈmynniç], 18 novembre 1886, Seregélyes – 29 novembre 1967, Budapest) est un homme d'État hongrois. Il a été président du conseil des ministres de la République populaire de Hongrie de 1958 à 1962.

## Biographie
Il combat pendant la Première Guerre mondiale dans les rangs de l'armée austro-hongroise, sur le Front est. Capturé en 1915, il est interné jusqu'en 1918 dans un camp de Sibérie, à Tomsk. Rentré en Hongrie, il participe à la République des conseils de Hongrie.
Durant la guerre d'Espagne, il fonde le bataillon Rakosi des Brigades internationales, dont il est commissaire politique. Il dirige la XIIIe Brigade internationale d’avril à fin août 1938. Connu sous le nom d'Otto Flatter, il participe à la répression des anticommunistes, en tant que président du tribunal militaire du 21e corps. Interné au camp de concentration d'Argelès-sur-Mer puis au camp de Gurs après le retrait des brigades en 1939, il y est responsable de l'organisation des brigadistes au sein du camp.
Il rejoint le Parti communiste hongrois en octobre 1945 et rentre d'exil après la Seconde Guerre mondiale, puis dirige la police de Budapest. Durant la Révolution de 1956, il fait partie du gouvernement d'Imre Nagy en tant que ministre de l'Intérieur du 27 au 31 octobre, mais s'envole ensuite pour l'URSS. Il revient avec János Kádár et redevient ministre de l'Intérieur le 4 novembre dans le « gouvernement ouvrier-paysan » de ce dernier. Il devient également ministre de la Défense et reste dans ces fonctions jusqu'au 1er mars 1957. Il organise ensuite la milice ouvrière (en), puis dirige le gouvernement pendant trois ans à la place de Kádár.
Il est décoré en 1965 et 1967 de l'ordre de Lénine.

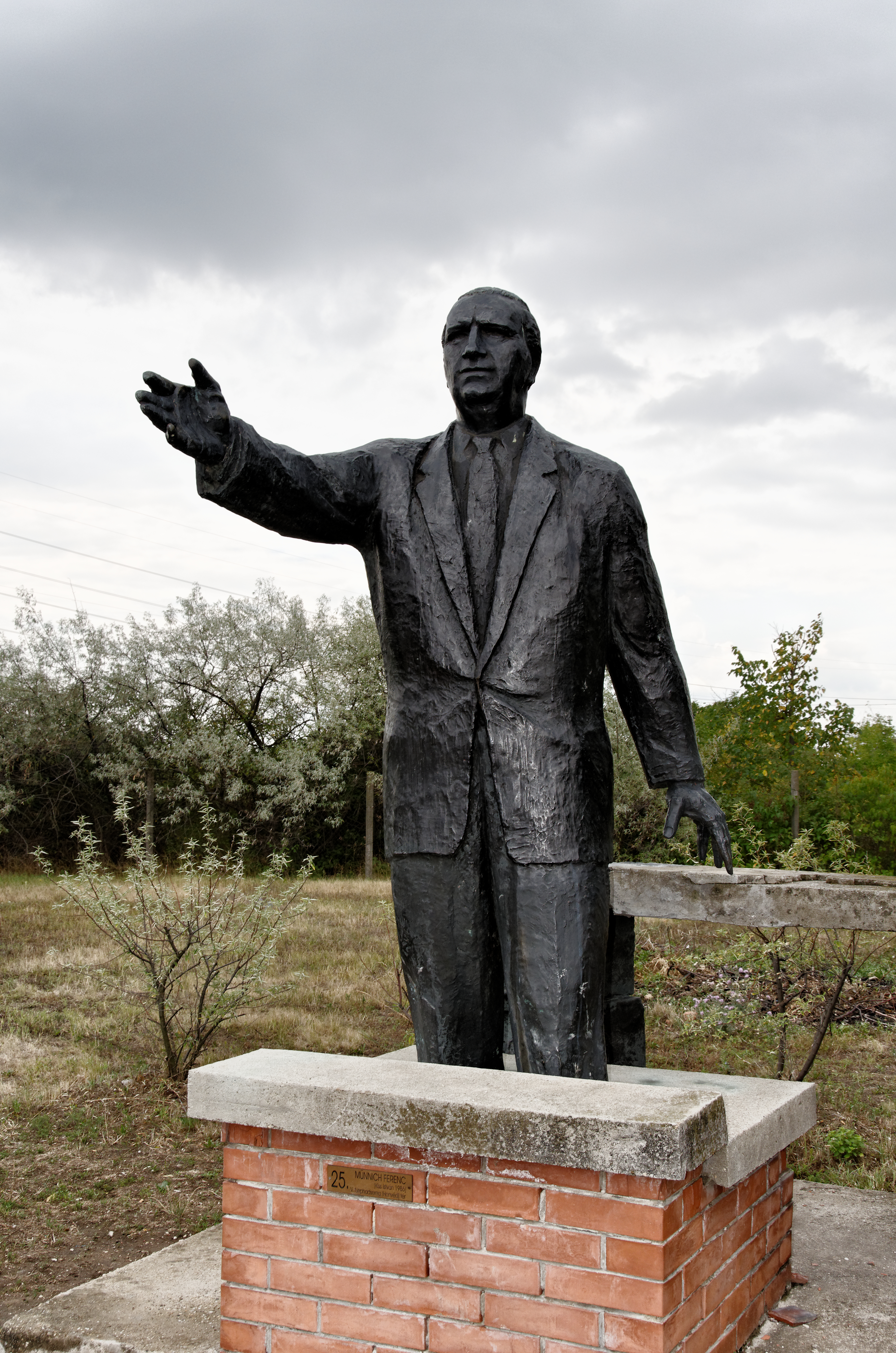
Statue de Ferenc Münnich au Memento Park de Budapest.